# Open Compute Project

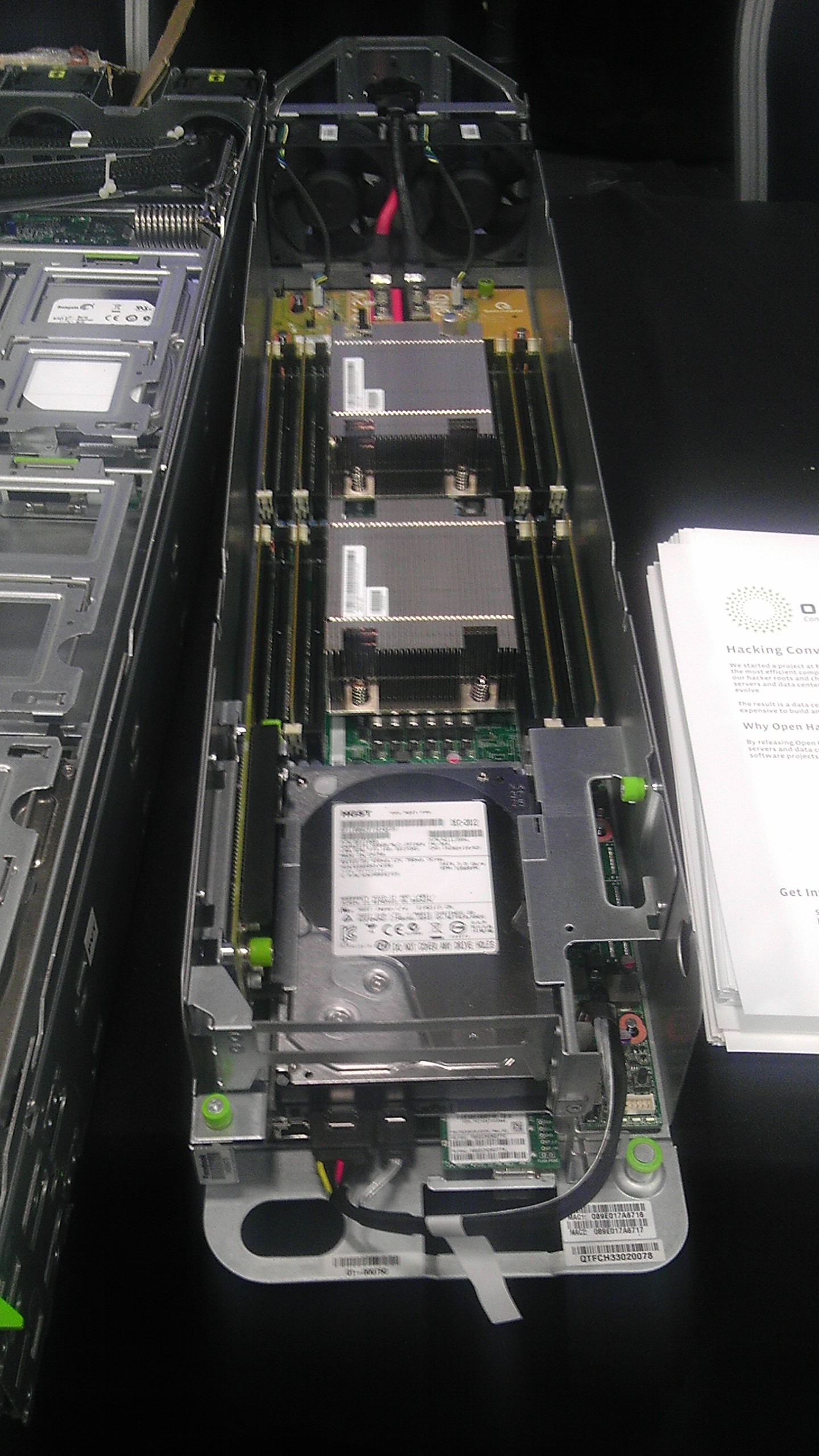
Open Compute V2 Server

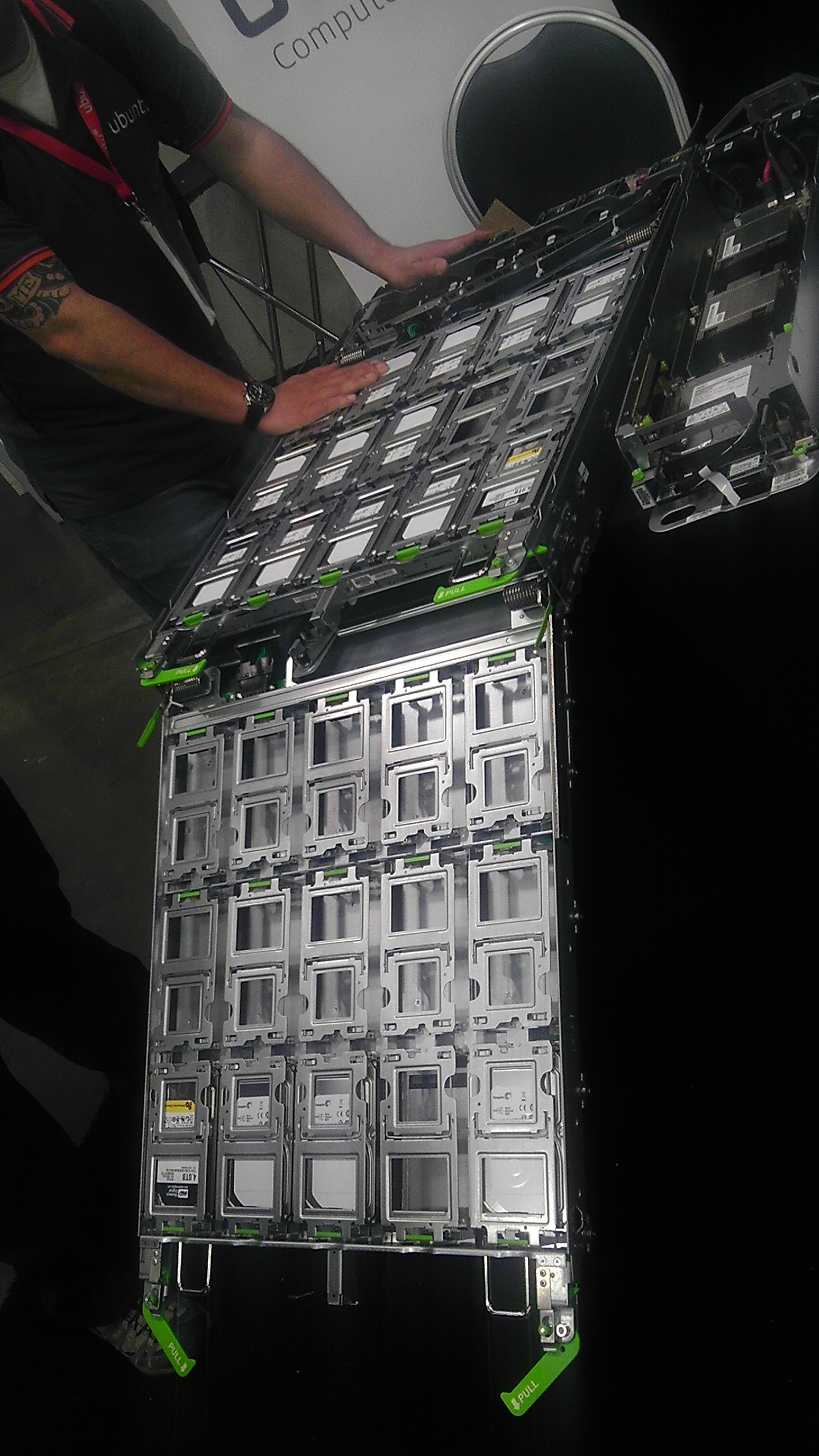
Open Compute V2 Drive Tray, 2.ª bandeja inferior extendida

El Open Compute Proyect (OCP) es una organización que diseña productos para centros de datos de grandes compañías, como Facebook, Intel, Google, Apple, Microsoft, Seagate, Dell, Rackspace, Ericsson, Cisco Systems, Juniper Networks, Goldman Sachs, Fidelity Investments, Lenovo o Bank of America.
El proyecto OCP (Open Compute Project) tiene la misión de diseñar el servidor más eficaz para el almacenamiento de datos de la llamada informática escalable. Todos los centros de datos de la compañía Facebook son 100% de OCP: Prineville Data Center, Forest City Data Center, Altoona Data Center, Luleå Data Center (Suecia).

## Historia
La iniciativa fue lanzada en 2011 por Jonathan Heiliger, un ingeniero de Facebook, mientras estudiaba el diseño del centro de datos de Prineville, en Oregón. Los principales avances se refieren a la eficiencia energética de los sistemas implementados, pero también el desarrollo de los componentes de código abierto. Facebook anunció que ha ahorrado $2 millones de dólares en sus costos de infraestructura en 3 años a través de este proyecto.
La primera edición europea de la cumbre Open Compute Project se llevó a cabo en Francia, en octubre de 2014, a través de un encuentro sobre este tema.
HP anunció en 2015 la puesta en marcha de una serie de servidores para cumplir con las especificaciones del proyecto Open Compute.
El 11 de marzo de 2015, Apple, Cisco y Juniper Networks se unieron al proyecto OCP. El 16 de noviembre de 2015, Nokia también se unió al mismo. El 23 de febrero de 2016, Lenovo ha anunciado su participación en el proyecto a través de un comunicado. El 9 de marzo de 2016, Google se une al proyecto para convertirlo en el más interesante de los realizados hasta el momento para el ahorro energético.

## Proveedores
- AMAX Information Technologies
- Circle B
- Itochu Techno-Solutions (CTC)
- Hewlett Packard Enterprise
- Hyperscale IT
- Synnex|Hyve Solutions
- Penguin Computing
- Nokia
- Quanta Computer
- Racklive
- Stack Velocity
- Wiwynn
- Whitestack